# Tchan Tchou Vidal
Paul „Tchan Tchou“ Vidal (* 22. November 1923 in Aix-en-Provence; † 1999) war ein französischer Gitarrist des Gypsy-Jazz.
Vidal, dessen Vater gelegentlich mit Django Reinhardt auftrat, gründete in den 1940er Jahren mit zwei weiteren Gitarristen in Lyon den Hot Club de Lyon. Er hielt sich auch anschließend in Südfrankreich auf; auch trat er in Radio Monte Carlo auf. Erst in den 1960er Jahren begann er mit Schallplattenaufnahmen. Vidal spielte teilweise im Duo mit dem Akkordeonisten  Tony Fallone. Auch der Gitarrist Moreno Winterstein spielte mehrere Jahre in seiner Gruppe.
Vidal hielt sich stilistisch zwischen dem Swing Manouche und der populären Musik; er improvisierte über Jazzstandards und setzte sich auch mit Boleros, Rumbas und Tangos auseinander. Er schrieb mehrere Kompositionen, die im Repertoire geblieben sind, etwa den Swingwalzer La gitane. In der französischen Szene gilt er als einer der wichtigsten Gitarristen in der Nachfolge Reinhardts.

## Diskographische Hinweise
- La Gitane (mit René Duchaussois,  Pierre Michelot und Christian Garros)
- Swinging Guitars (Vogue VG 407 508634)
- Nomades… (Vogue VG 508624; 1980) mit François Codaccioni, Alf Masselier und Roger Paraboschi